# Avia Traffic Company
Avia Traffic Company es una aerolínea con sede en Biskek, Kirguistán. Sus vuelos operan desde el Aeropuerto Internacional de Manas. La aerolínea está en la lista de compañías aéreas prohibidas en la Unión Europea.
Avia Traffic Company se encuentra en la lista de compañías aéreas prohibidas en la Unión Europea.

## Destinos
A diciembre de 2012, Avia Traffic Company opera vuelos regulares de pasajeros a los siguientes destinos:
 China
- Urumchi (Aeropuerto Internacional de Urumchi-Diwopu)

 Irán
- Mashhad (Aeropuerto Internacional de Mashhad)

 Kirguistán
- Biskek (Aeropuerto Internacional de Manas) base
- Osh (Aeropuerto de Osh)

 Rusia
- Grozny (Aeropuerto de Grozni)[4]
- Irkutsk (Aeropuerto Internacional de Irkutsk)[5]
- Kazán (Aeropuerto Internacional de Kazán)
- Krasnoyarsk (Aeropuerto de Yemelyanovo)
- Moscú (Aeropuerto Internacional Domodedovo)
- Novosibirsk (Aeropuerto de Tolmachevo)
- Samara (Aeropuerto Internacional Kurumoch)
- St Petersburg (Aeropuerto Internacional Púlkovo)
- Yekaterinburg (Aeropuerto Internacional Koltsovo)

 Tayikistán
- Dusambé (Aeropuerto Internacional de Dusambé)

 Uzbekistán
- Tashkent (Aeropuerto Internacional de Taskent)

## Flota
La flota de Avia Traffic Company incluye los siguientes aviones, con una edad media de 25.1 años (a abril de 2020):